# Заболотье (Сасовский район)
Заболо́тье — полузаброшенное село в Сасовском районе Рязанской области России. Входит в состав Каргашинского сельского поселения.

## География
Расположено на западе района, в 17 км от райцентра Сасово. В 2 км от села асфальтированная дорога из Каргашино заканчивается, поэтому населённый пункт не имеет связи с остальными поселениями по дороге с покрытием (этот фактор, отчасти и стал причиной исчезновения села). Находится на правом берегу реки, точнее на правом берегу водохранилища на реке Сенке.
Ближайшие населённые пункты:
- село Мокрое в 5,5 км к северу по грунтовой дороге;
- село Каргашино в 5 км к востоку по грунтовой и асфальтированной дороге;
- полузаброшенная деревня Малое Хреново в 5 км к юго-востоку по грунтовой дороге;
- село Чубарово в 7,5 км (2 км напрямую) к северо-западу по грунтовой дороге.

## Население
| 1981 | 1985 | 2010 |
| ---- | ---- | ---- |
| 60   | →60  | ↘0   |

## Инфраструктура
На 2012 год осталось два жилых дома (живут только в летний период), электричество и водоснабжение отсутствуют.
Ранее существовала деревянная церковь Казанской Иконы Божией Матери. Сейчас на её месте поставлен памятный крест, сохранилось кладбище.

## Известные уроженцы
- Варфоломеев, Дмитрий Фёдорович — инженер-химик-технолог[4] — Свободная энциклопедия Урала.